# Монополистический капитал

«Монополистический капитал: исследование американской экономики и социального порядка» (англ. Monopoly Capital: An essay on the American economic and social order) — книга Пола Суизи и Пола Барана, опубликованная в 1966 году издательством Monthly Review Press. В этой книге учёные сделали большой вклад в развитие марксистской теории, сместив внимание с конкурентоспособной рыночной экономики на монополистическую экономику, при которой рынком управляют гигантские корпорации, которые доминируют в современном процессе накопления. Работа Суизи и Барана сыграла важную роль в интеллектуальном развитии новых левых в 1960-х и 1970-х годов. Как отмечал рецензент в American Economic Review, данная книга являла собой «первую серьезную попытку распространить модель Маркса, применимую к капитализму на стадии свободной конкуренции, к новым условиям монополистического капитализма». Новый виток внимания к данной работе был привлечён после экономического кризиса 2008 года.
В 2012 году ученик Суизи Джон Беллами Фостер издал неопубликованную в оригинальном издании главу «Монополистического капитала».

## Экономический излишек
Одним из ключевых вкладов Monopoly Capital является применение концепции экономического излишка. Экономический излишек — это просто разница между «то, что производит общество, и затратами на это производство». Размер излишка — это показатель производительности и богатства, того, сколько свободы имеет общество для достижения любых целей, которые оно может поставить перед собой. Состав излишка показывает, как он пользуется этой свободой: сколько он вкладывает в расширение своих производственных мощностей, сколько он потребляет в различных формах, сколько и каким образом тратит впустую». Хотя некоторые ученые рассматривали введение этой концепции как разрыв с марксистским подходом к стоимости, более поздние публикации Барана и Суизи, а также других авторов продолжали устанавливать важность этого нововведения, его соответствие марксовой трудовой концепции стоимости и дополнительное отношение к марксовой категории прибавочной стоимости.